# Antal Páger

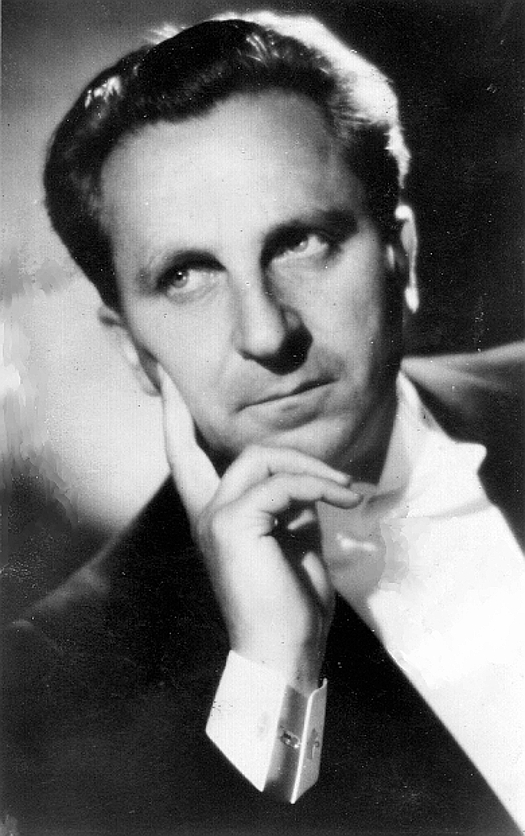
Antal Páger.

Antal Páger, född 29 januari 1899 i Makó, Österrike-Ungern, död 14 december 1986 i Budapest, Ungern, var en ungersk skådespelare. Han filmdebuterade 1932 och medverkade fram till sin död i över 150 filmer och många TV-produktioner.
Under åren 1948-1954 var han av politiska skäl bosatt i Argentina. Han återvände sedan till Ungern där han åtnjöt fortsatt popularitet. 1965 tilldelades han priset för bästa manliga skådespelare vid filmfestivalen i Cannes för sin roll i filmen Pacsirta.

## Filmografi, urval
- 1940 – Inför lyckta dörrar
- 1964 – Pacsirta
- 1965 – 20 timmar
- 1965 – Iszony
- 1967 – Utószezon
- 1969 – Familjen Tót
- 1983 – Häxsabbat